# Rockheim
Rockheim (også kaldt Det nationale oplevelsescenter for pop og rock) er Norges nationale museum for populærmusik fra 1950'erne og frem til i dag. Museet er beliggende i det tidligere mellager på Brattørkaia i Trondheim, og er en afdeling i Museerne i Sør-Trøndelag AS.
Rockheim blev officielt åbnet 5. august 2010 Museets primære opgave er at samle og videreformidle norsk populærmusik, og gøre dette igennem en udstilling. Bygningen har et areal på 3.400 m2, hvor halvdelen er formidlingslokaler. I tillæg til dette har museet en virtuel modpart, Det virtuelle rockheim, som blev lanceret 21. august 2009. Her er uddrag af museet præsenteret i 3D, og besøgende kan bruge en avatar til at bevæge sig rundt i pop- og rockhistorien.
Direktør for Rockheim er Petter Myhr, som i 2011 overtog efter projektleder Arvid Esperø. Rockheim er bygget af Brattørkaia AS. Bygningen er tegnet af Pir II AS og udendørsområderne af Agraff AS arkitekter. Ejerne af selskabet er Entra Eiendom, Utstillingsplassen Eiendom og Koteng Holding (24 % ejerandel). Bygningen og udstillingen kostede tilsammen 300 millioner kroner.

## Udstilling
Rockheims faste udstilling er opbygget op som en rejse gennem nyere norsk musik- og kulturhistorie. Udstillingsarealet er på 1.320 kvadratmeter, og er lokaliseret i bygningens ikoniske overetage. Udstillingen er inddelt i årtier, hvor hvert rum beskæftiger sig med eget årti og har egen udformning. Der er fokuseret på at vise frem flere aspekter af musikhistorien, sådan at både bands, kunstnere, branchen og tidsperiodens samfund præsenteres.
Det er lagt stor vægt på interaktivitet og publikumsinteraktion. Skaberen af den virtuelle del af Rockheim – canadieren Stacey Spiegel – udtalte at museet ville blive det mest teknologisk sofistikerede i verden når det stod færdig.

### Den faste udstillingen
Norgeskortet er det første som møder publikum, og er et interaktivt kort, hvor forskellige byer og steder er repræsenteret. Ved at bruge laserpointere kan man se billeder fra stederne. Hædersvæggen er en introduktion til udstillingen. Her præsenteres et udvalg af artister på store lærreder, hvor publikum kan starte musikvideoer.
50'erne er repræsenteret gennem en garage, hvor man fremhæver kulturpåvirkningen fra USA. Som i de fleste rum er der mange musikvideoer og minidokumentarer tilgængelig her. En Ford Thunderbird er også en del af udstillingen i dette rum. 60'erne er en stue med tidssvarende interiør. Rummet kontrolleres af sensorer i loftet, som skifter mellem forskellige billedeudklip og tekst med information.
70'erne er bygget som en bus, for at repræsentere turnétilværelsen til mange norske bands. Hvert sæde har en touchscreen, hvor fire magasiner er tilgængelige. Magasinerne indeholder tekst og video om forskellige 70'er-arrangement og bands, og indholdet spilles af på bussens skærme. Når der ikke er vandt indhold, vises optagelser af en rejse i Lofoten.
80'erne er tre store videolærreder, hvor indholdet bestemmes af en touchscreen, der er tilknyttet en mikserpult. Mikserpulten er et SSL 4000+, der kontrollerer udstillingsindholdet.
90'erne er repræsenteret med to rum, et for 90'erne generelt og et for black metal. Det generelle rum er opbygget som en café, og har tre indholdstationer. To af disse kan læse om forskellige kunstnere fra perioden. Den sidste stationen er en touchscreen som kontrollerer en stor videoskærm, hvor man kan se videoer og minidokumentarer. Black metal-rummet indeholder en dokumentar om stilartens fremvækst og forskellige videoer af bands.
2000'erne er et spejlrum, hvor man kan kan gennemse billeder og tekst på to store lærreder og musikvideoer på et tredje lærred. Rummet indeholder et stort antal videoer, og besøgende må bruge laserpointere for at navigere i udstillingsindholdet.
Instrumentvæggen er en udstilling af forskellige instrumenter og andet musikrelateret udstyr. Her står det blandt andet en mellotron, udstyret fra første gang Wannskrækk spillede sammen sig som band og Diesel Dahls trommesæt. Meget af udstyret er udlånt til Rockheim fra de oprindelige ejere. Akvariet er en forlængelse af instrumentvæggen, og den indeholder en del kuriosa fra den norske musikhistorien. Heriblandt Deads håndskrevne tekster til Mayhemalbummet De Mysteriis Dom Sathanas, og Magne Furuholms Yamaha DX7 brugt under indspilningen af blandt andet "Take On Me".
En række skærme afspiller musik med bands, som endnu ikke har fået en pladekontrakt. Projektet er et samarbejde med NRK og skærmene opdateres sammen NRK's hjemmeside.
Mediateket på Rockheim er både en fysisk plads og en app. på femte etage finder man mediatekrummet, hvor man kan læse forskellige brancheblade og bøger, i tillæg til at benytte sig af applikationen på iPad.

### Oplevelsesrum
Rockheim har tre oplevelsesrum. I "Ronni-rummet" kan man prøve at spille guitar under ledelse af Ronni Le Tekrø, kendt fra TNT. I "Hiphop-rummet" kan man prøve sig som DJ, graffiti-kunstner og breakdancer.

### Den skiftende udstilling
Den skiftende udstilling er et areal, hvor man regelmæssig udskifter indholdet for at fremhæve et musikalsk aspekt, en kunstner eller en anden kulturrelevant hændelse. Rockheim har vist udstillingerne Icons of the 60's med billeder af fotografen Robert Meyer, Jukeboks! om jukeboksen gennem tiden, Wenches Verden om artisten Wenche Myhres liv og virke, Innenfor/utenfor med fotografier af den amerikanske fotograf Peter Beste og 'Teigens Tivoli om Jahn Teigens karriere.

## Hall of Fame
Rockheim Hall of Fame er en udmærkelse som uddeles årligt og har som formål at hædre personer som har haft stor betydning for norsk populærmusiks udvikling og udbredelse. Den kan tildeles kunstnere, grupper eller personer tidligst 25 år efter at de har debuteret.
Den 5. september 2011 blev a-ha, Åge Aleksandersen, Jokke & Valentinerne, Wenche Myhre og Alf Prøysen som de første indlemmet i Rockheim Hall of Fame.
De øvrige nominerede var Arne Bendiksen, Mari Boine, Bjørn Eidsvåg, Lars Lillo-Stenberg, The Monn Keys, Popol Vuh, Anne Grete Preus, Terje Rypdal, Radka Toneff og Audun Tylden. De nominerede var valgt af en komité bestående af Marit Larsen (leder), Larry Bringsjord, Ivar Håkon Eikje, Øystein Greni, Petter Myhr, Janove Ottesen og Marte Thorsby. Offentliggørelsen af de fem indvalgte skulle oprindelig være sket d. 21. august, men blev udsat pga. mindemarkeringen efter terrorangrebene 22. juli.